# Гитлер (фильм, 1962)
Гитлер — чёрно-белый американский фильм 1962 года, режиссёр Стюарт Хейслер. Главную роль Адольфа Гитлера в фильме исполнил Ричард Бейсхарт, роль Гели Раубаль исполнила Кордула Трантоу, роль Евы Браун — Мария Эмо, а роль Грегора Штрассера — Джон Баннер. По словам кинокритика и историка Леонарда Малтина, Бейсхарт «дает интеллектуальную интерпретацию» Гитлера в тот период, когда он был лидером нацистской Германии. За свою игру Кордула Трантоу была номинирована на премию «Золотой глобус» 1962 года в категории «Самый многообещающий новичок из женщин». Фильм был произведён компанией Three Crown Productions, Inc. и распространён Allied Artists Pictures.

## Сюжет
Фильм изображает Гитлера на протяжении многих лет, начиная с Пивного путча в ноябре 1923 года, и в основном фокусируется на его личной жизни, в частности, на его отношениях с племянницей Гели и давней спутницей/женой Евой Браун.

## В ролях
- Ричард Бейсхарт — Адольф Гитлер
- Кордула Трантоу[англ.] — Гели Раубаль
- Мария Эмо[англ.] — Ева Браун
- Мартин Кослек — Йозеф Геббельс
- Джон Баннер[англ.] — Грегор Штрассер
- Мартин Брандт — Генерал Хайнц Гудериан
- Джон Уэнграф[англ.] — доктор Теодор Морелль
- Уильям Сарджент — Клаус фон Штауффенберг
- Нарда Оникс[англ.] — Гретль Браун
- Грегори Гайе — Эрвин Роммель
- Теодор Маркьюз[англ.] — Юлиус Штрейхер
- Berry Kroeger — Эрнст Рём
- Рик Трэгер — Генрих Гиммлер
- Лестер Флетчер — Лейтенант Эдмонд Хайнс
- Селия Ловски — Ангела Раубаль
- Джон Митчем[англ.] — Герман Геринг
- Карл Эсмонд — Field Marshal Вильгельм Кейтель

## DVD
Этот фильм был выпущен на DVD Warner Archive Collection.